# 前697年
| 千纪： | 前1千纪 |
| 世纪： | 前8世纪 \| 前7世纪 \| 前6世纪 |
| 年代： | 前720年代 \| 前710年代 \| 前700年代 \| 前690年代 \| 前680年代 \| 前670年代 \| 前660年代 |
| 年份： | 前702年 \| 前701年 \| 前700年 \| 前699年 \| 前698年 \| 前697年 \| 前696年 \| 前695年 \| 前694年 \| 前693年 \| 前692年                                                                                                |
| 纪年： | 壬午年（猴年）；周桓王二十三年；魯桓公十五年；秦武公元年；陳莊公三年；蔡桓侯十八年；鄭厲公四年；宋莊公十四年；楚武王四十四年；齊襄公元年；晉侯緡十年；曲沃武公十九年；燕桓侯元年；衛惠公三年；曹莊公五年；杞靖公七年 |

## 大事记
- 秦攻戎人彭戏氏，至华山。
- 鄭祭仲專權，厲公欲杀祭仲，祭仲厲公流亡蔡國，昭公還鄭。
- 齊襄公即位。

## 出生
- 晋文公，春秋时期晋国国君，春秋五霸之一。（卒於前628年）

## 逝世
- 周桓王，东周国君